# 象潟駅
象潟駅（きさかたえき）は、秋田県にかほ市象潟町字家の後（いえのうしろ）にある、東日本旅客鉄道（JR東日本）羽越本線の駅である。
特急「いなほ」が停車する。かつては寝台特急「あけぼの」・「日本海」、臨時快速「きらきらうえつ」が停車していた。2002年（平成14年）に、東北の駅百選に選定された。

## 歴史

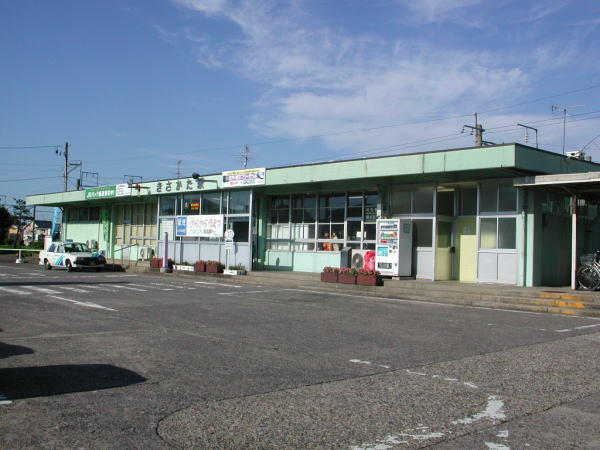
1966年改築の駅舎（2004年7月）

- 1921年（大正10年）11月15日：鉄道省（国鉄）陸羽西線・吹浦 - 象潟間開通の際、由利郡象潟町に新設[2][新聞 1]。
- 1922年（大正11年）6月30日：陸羽西線・象潟 - 羽後本荘間が開通[3]。
- 1924年（大正13年）4月20日：羽越線（後の羽越本線）に所属線を変更。
- 1966年（昭和41年）11月：駅舎を改築する[新聞 1]。
- 1984年（昭和59年）2月1日：専用線発着の貨物取り扱いを廃止[4]。当駅からの貨物輸送を終了。
  - 東側の側線より南東にあった松田製線→キサカタ鋼業（サンロックオーヨドキサカタ工場）[注 1]への専用線があり、岩手県釜石より鋼板や鉄鋼などの貨物輸送を行っていた。国鉄、松田製線で個々に入れ替え機関車を所有。松田製線機関車は上郷小学校裏に車掌車と共に留置されていた[注 2]が、のちに撤去される。　
  - このほか、1975年（昭和50年）までは西側に秋田石油象潟油槽所の専用線、さらに南東（TDK象潟工場跡地の南側）に大華鉱業の専用線があり、石油や鉱石の輸送を行っていた。このどちらの施設も閉鎖され、油槽所跡地は空き地と駐車場、大華鉱業の跡地は公民館や体育館になっている。
- 1985年（昭和60年）3月14日：荷物扱いを廃止[4]。
- 1987年（昭和62年）
  - 4月1日：国鉄分割民営化により、JR東日本の駅となる[4]。
  - 11月20日：みどりの窓口を開設[新聞 2]。
- 1988年（昭和63年）3月13日：直営の飲食店「いなほ亭」が開店[新聞 3]。
- 1993年（平成5年）2月23日：駅構内で貨物列車が脱線する事故が発生[新聞 4][新聞 5]。この事故により、日本貨物鉄道（JR貨物）は翌年度から国鉄コキ50000形貨車の台車をすべて交換することとした[新聞 5]。
- 2002年（平成14年）：東北の駅百選に選定される。
- 2006年（平成18年）3月24日：みどりの窓口を廃止[新聞 6]。「もしもし券売機Kaeruくん」の稼働を開始[新聞 7]。
- 2010年（平成22年）4月1日：本楯駅 - 上浜駅間各駅管理権限を羽後本荘駅に委譲し、自駅のみの管理となる。
- 2012年（平成24年）
  - 3月9日：「もしもし券売機Kaeruくん」に代わり、指定席券売機を設置[報道 1]。
  - 10月1日：プレ秋田デスティネーションキャンペーン開催に伴い、駅舎をリニューアル[報道 2][新聞 8]。
- 2020年（令和2年）4月1日：業務委託化。象潟駅長・助役が廃止され、羽後本荘駅管理となる。
- 2024年（令和6年）10月1日：えきねっとQチケのサービスを開始[1][報道 3]。

## 駅構造
単式ホーム1面1線と島式ホーム1面2線、計2面3線のホームを有する地上駅である。互いのホームは跨線橋で連絡している。
駅舎は2012年（平成24年）10月に、2013年（平成25年）に開催された秋田デスティネーションキャンペーンに伴い、観光客を綺麗な駅舎で迎えようとリニューアルされている。俳人松尾芭蕉が「おくのほそ道」への旅で訪れた景勝地であることにちなみ、和風を意識したコンセプト設定が行われている。アルミ材がむき出しであった入口には木製防風スクリーンが設置され、民家の屋根に似せた形状としている。待合室の天井は格子状となり、また、鳥海山、以前は海に浮かぶ景勝地であった九十九島、芭蕉の句にちなんだ「雨に濡れたねむの花」などを飾り障子で表現している。
待合室の壁は、地元出身の版画家池田修三の作品パネルとなっている。
羽後本荘駅が管理し、JR東日本東北総合サービスが受託する業務委託駅である。直営駅時代の末期は自駅のみの単駅管理となっていた。駅舎には自動券売機、指定席券売機、待合室、観光案内所兼売店などがある。

### のりば
| 番線 | 路線      | 方向       | 行先               |
| ---- | --------- | ---------- | ------------------ |
| 1    | ■羽越本線 | 下り       | 羽後本荘・秋田方面 |
| 2    | ■羽越本線 | 上り       | 酒田・新潟方面     |
| 3    | ■羽越本線 | （待避線） | （待避線）         |

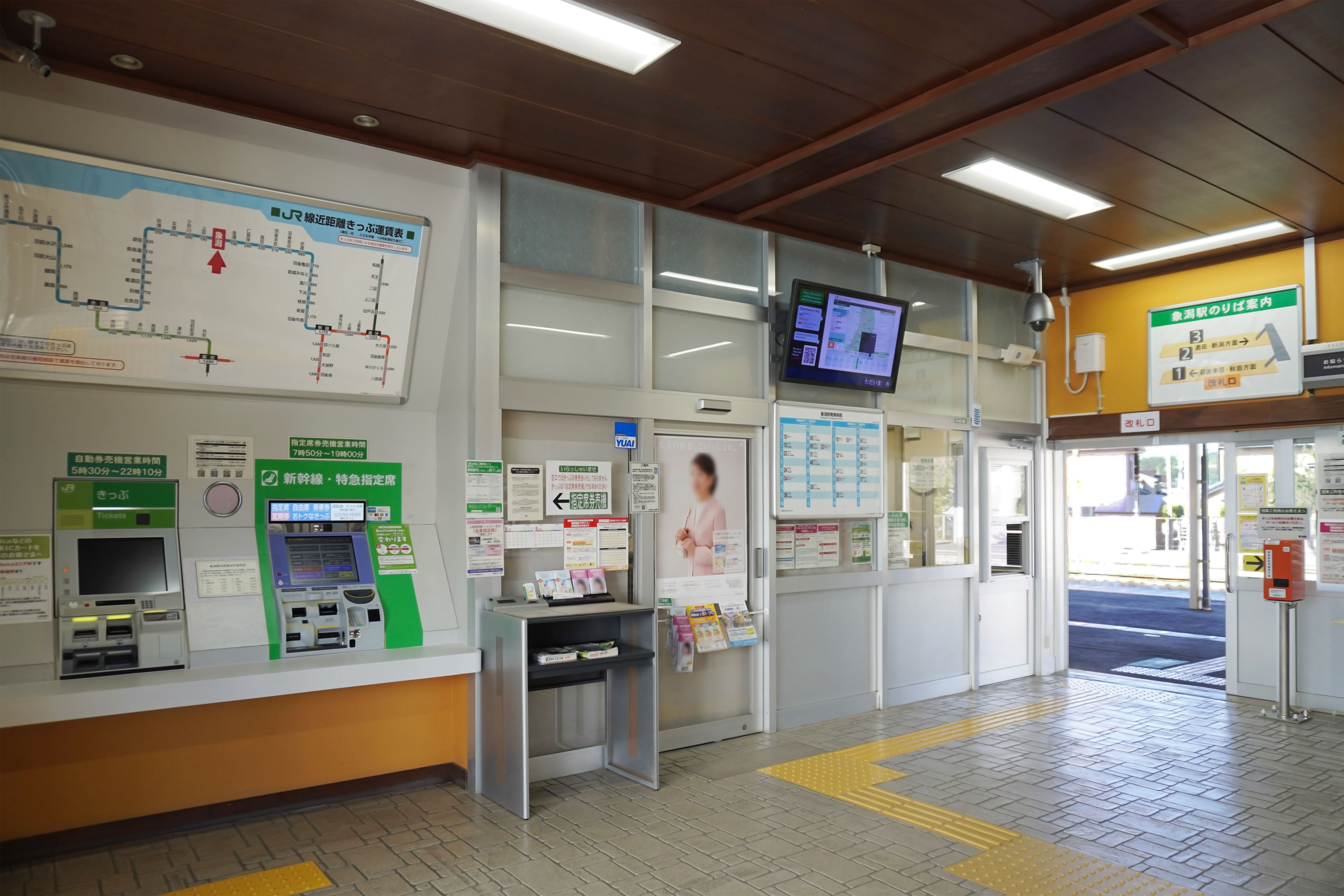
改札口（2024年5月）
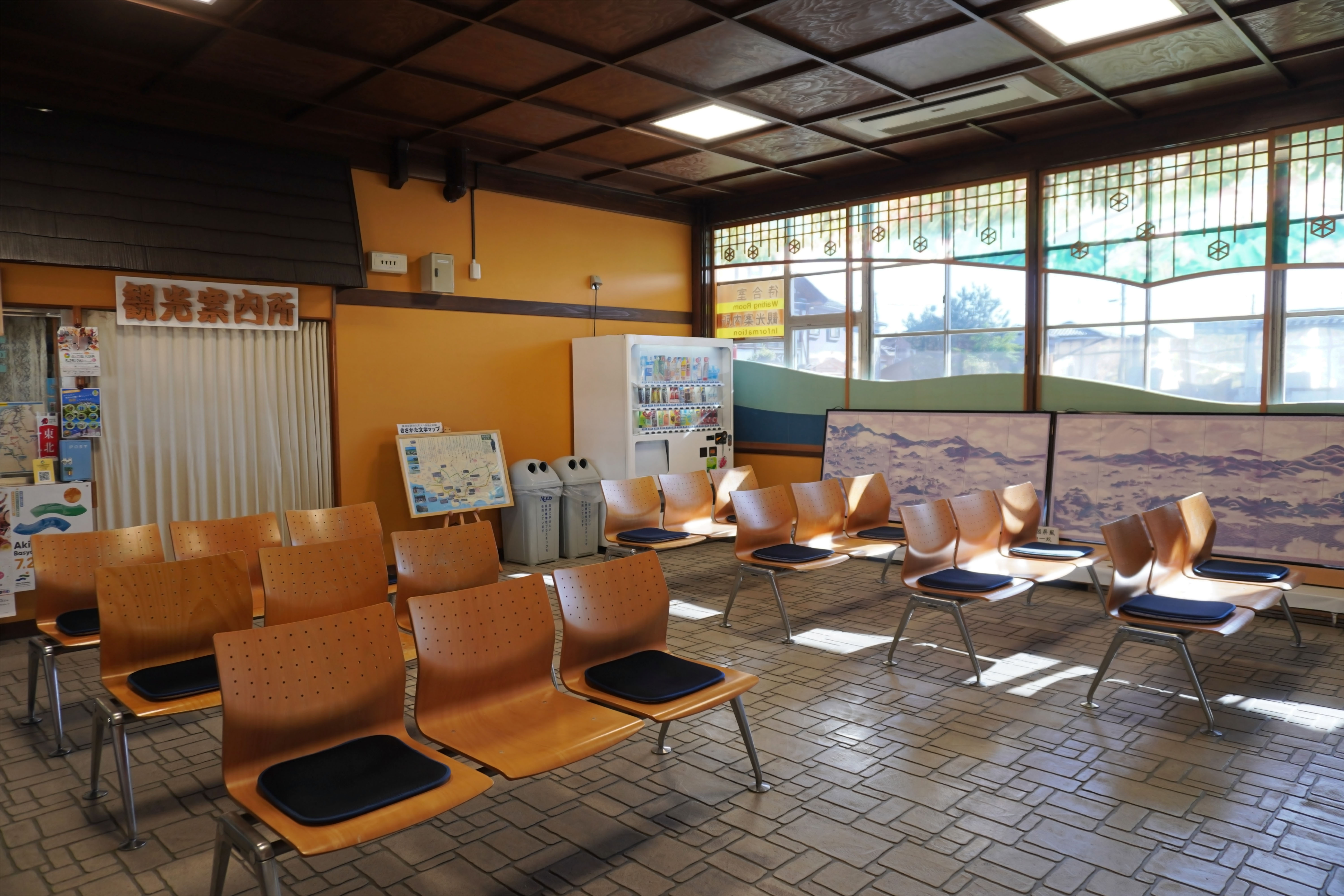
待合室（2024年5月）
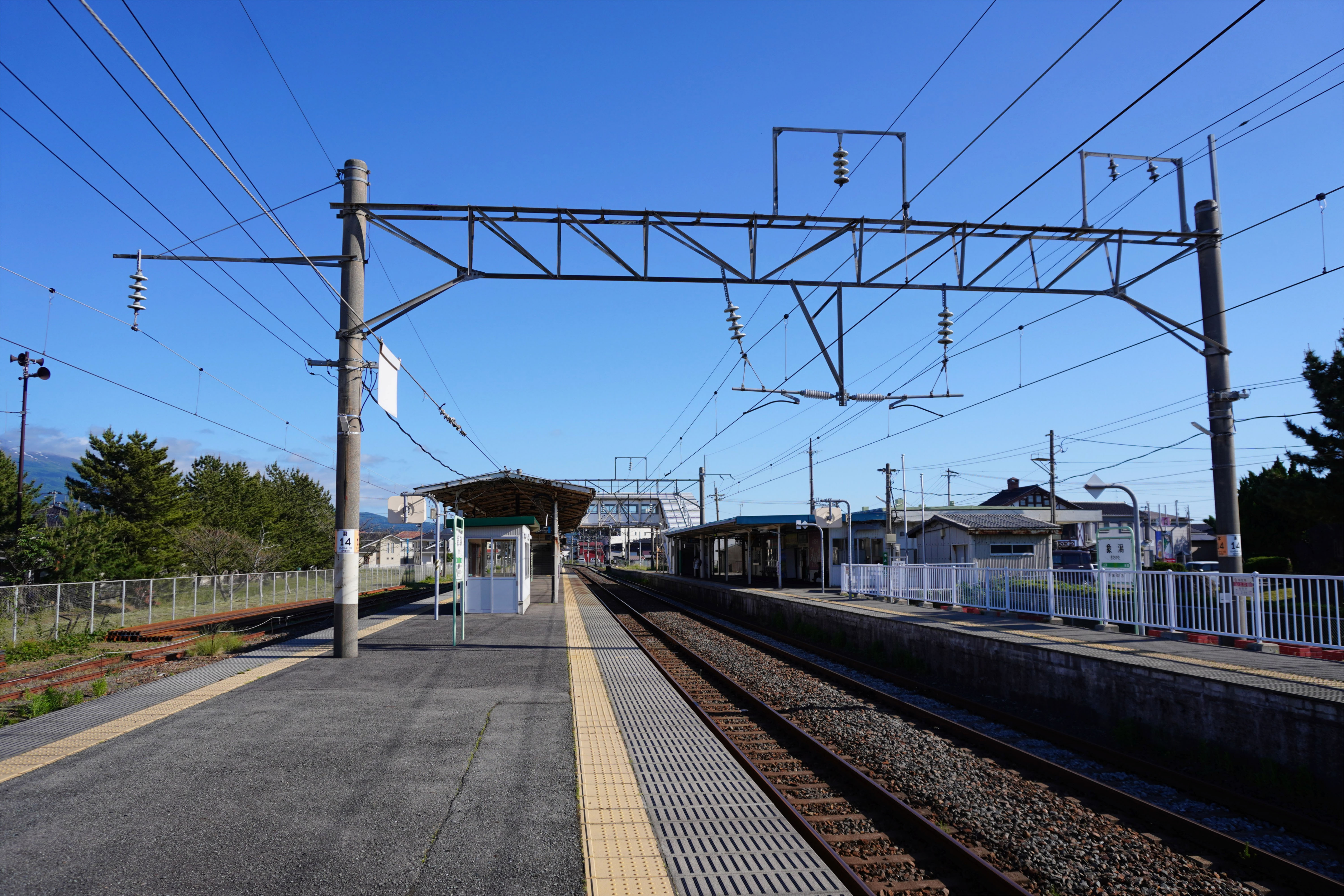
ホーム（2024年5月）

## 利用状況
JR東日本によると、2023年度（令和5年度）の1日平均乗車人員は185人である。
2000年度（平成12年度）以降の推移は以下のとおりである。
| 1日平均乗車人員推移 | 1日平均乗車人員推移 | 1日平均乗車人員推移 | 1日平均乗車人員推移 | 1日平均乗車人員推移 |
| 年度                | 定期外              | 定期                | 合計                | 出典                |
| ------------------- | ------------------- | ------------------- | ------------------- | ------------------- |
| 2000年（平成12年）  |                     |                     | 496                 | [ 利用客数 2 ]      |
| 2001年（平成13年）  |                     |                     | 436                 | [ 利用客数 3 ]      |
| 2002年（平成14年）  |                     |                     | 395                 | [ 利用客数 4 ]      |
| 2003年（平成15年）  |                     |                     | 369                 | [ 利用客数 5 ]      |
| 2004年（平成16年）  |                     |                     | 340                 | [ 利用客数 6 ]      |
| 2005年（平成17年）  |                     |                     | 326                 | [ 利用客数 7 ]      |
| 2006年（平成18年）  |                     |                     | 308                 | [ 利用客数 8 ]      |
| 2007年（平成19年）  |                     |                     | 311                 | [ 利用客数 9 ]      |
| 2008年（平成20年）  |                     |                     | 288                 | [ 利用客数 10 ]     |
| 2009年（平成21年）  |                     |                     | 275                 | [ 利用客数 11 ]     |
| 2010年（平成22年）  |                     |                     | 265                 | [ 利用客数 12 ]     |
| 2011年（平成23年）  |                     |                     | 257                 | [ 利用客数 13 ]     |
| 2012年（平成24年）  | 64                  | 206                 | 271                 | [ 利用客数 14 ]     |
| 2013年（平成25年）  | 65                  | 221                 | 287                 | [ 利用客数 15 ]     |
| 2014年（平成26年）  | 58                  | 188                 | 247                 | [ 利用客数 16 ]     |
| 2015年（平成27年）  | 54                  | 169                 | 224                 | [ 利用客数 17 ]     |
| 2016年（平成28年）  | 52                  | 151                 | 204                 | [ 利用客数 18 ]     |
| 2017年（平成29年）  | 50                  | 137                 | 188                 | [ 利用客数 19 ]     |
| 2018年（平成30年）  | 52                  | 139                 | 191                 | [ 利用客数 20 ]     |
| 2019年（令和元年）  | 50                  | 148                 | 198                 | [ 利用客数 21 ]     |
| 2020年（令和02年）  | 25                  | 159                 | 184                 | [ 利用客数 22 ]     |
| 2021年（令和03年）  | 27                  | 156                 | 183                 | [ 利用客数 23 ]     |
| 2022年（令和04年）  | 36                  | 152                 | 189                 | [ 利用客数 24 ]     |
| 2023年（令和05年）  | 40                  | 144                 | 185                 | [ 利用客数 1 ]      |

## 駅周辺
駅の北東方向は住宅地を抜けると景勝地の象潟が広がっている。
- 秋田県道168号象潟停車場線
- にかほ市役所（旧・象潟町役場）
- 象潟郵便局
- 国道7号
- 象潟海水浴場
- 蚶満寺
- 秋田銀行 象潟支店/金浦支店/仁賀保支店
- 北都銀行象潟支店
- 羽後信用金庫象潟支店
- 秋田しんせい農業協同組合象潟支店
- マックスバリュ 武道島店
- ツルハドラッグ 象潟店
- コメリハード&グリーン象潟店

## バス路線
- 羽後交通 - 羽後本荘駅方面
- にかほ市コミュニティバス
- 象潟合同交通「鳥海ブルーライナー」 - 当駅は鳥海山の北側登山口であり、シーズン中（6 - 10月）は鉾立までバスが運行される。
- 高速バス - 東京（エクスプレス鳥海号）、仙台（仙台 - 本荘線）方面

## 隣の駅
※特急「いなほ」の隣の停車駅は列車記事を参照のこと。
東日本旅客鉄道（JR東日本）
■羽越本線
上浜駅 - 象潟駅 - 金浦駅

### 記事本文